# Фронтіс
Фро́нтіс, також Фро́нтіос (дав.-гр. Φροντις, Φροντιoς) — персонаж давньогрецької міфології, молодший син Фрікса та Халкіопи.

## Етимологія
Ім'я Фронтіс походить від давньогрецького слова «φροντις», яке перекладається як «думка», «турбота» або «увага».

## Міфологія
Після того, як батько Халкіопи, колхідський цар Еет, убив Фрікса, його сини Арг, Кітіссор, Мелан і Фронтіс вирушили на плоту (кораблі) до свого другого діда Атаманта, щоб той допоміг помститися. Під час сильної буріоні зазнали аварії, але врятувалися на колоді та були викинуті на берег острова Дія поруч із табором аргонавтів, які прямували за золотим руном. Їх, «оголених і незаможних», підібрав Ясон, вислухав їхню історію і запропонував допомогти аргонавтам, які не знали Колхіди. По батькові брати були родичами багатьох із них і тому приєдналися до експедиції. Вони привели «Арго» річкою Фермодонт до Колхіди, недалеко від берега веліли заховати корабель, а самі пішли до своєї матері, сестри Медеї, і розповіли про добродіяння Ясона і його цілі. Халкіопа передала це Медеї та привела її разом із синами до Ясона. Або Фронтіс вночі побачив Медею через річку у відблисках від табірного багаття і покликав її. Медея впізнала коханого за віщими снами й обіцяла допомогти їм. Після видобутку руна брати повернулися з аргонавтами до Греції.